# Julio César Cruz
Julio César Cruz González (Minatitlán, 23 novembre 1995) è un calciatore messicano, attaccante svincolato.

## Carriera
Ha giocato nella prima divisione dei campionati messicano e costaricano.

## Palmarès

### Individuale
- Capocannoniere della Liga de Expansión MX: 1

2020-2021 (10 reti)